# Neogoveidae
Neogoveidae (лат.) — семейство паукообразных из подотряда Cyphophthalmi отряда сенокосцев. Включает около 30 видов.

## Распространение
Новый Свет (Северная и Южная Америка), Экваториальная Африка.

## Описание
Мелкие сенокосцы без глаз и с короткими ногами, похожие на клещей. Имеют длину тела от 1 до 4 мм. Как правило, на первой паре лапок имеют подошву (solea) в виде модифицированной области с высокой концентрацией сенсорных щетинок. Хелицеры гладкие, с дорсальным гребнем и вентральным отростком, и могут быть либо короткими и крепкими, либо длинными и усиковидными. Обладают выступающими в боковом направлении озофорами, коготками лапок на второй паре ног с рядом зубцов, коготками лапок на третьей и четвертой парах ног, часто с небольшими шипиками, и незаметной или отсутствующей опистосомальной срединной бороздкой. Дорзальная часть скутума тяжело скульптированная, задние лапки орнаментированные.

## Классификация
В семейство включают около 30 видов в следующих родах:
- Brasilogovea Martens, 1969
- Canga da Silva, Pinto-da-Rocha & Giribet, 2010
- Huitaca Shear, 1979
- Metagovea Rosas Costa, 1950
- Metasiro Juberthie, 1960
- Neogovea Hinton, 1938
- Parogovia Hansen, 1921
- Tucanogovea Karaman, 2013